# Некрасов, Алексей Анатольевич
Алексей Анатольевич Некрасов — гвардии рядовой Вооружённых Сил Российской Федерации, участник антитеррористических операций в период Второй чеченской войны, погиб при исполнении служебных обязанностей во время боя 6-й роты 104-го гвардейского воздушно-десантного полка у высоты 776 в Шатойском районе Чечни.

## Биография
Алексей Анатольевич Некрасов родился 24 февраля 1981 года в городе Кирове. С раннего возраста жил в городе Кирово-Чепецке Кировской области. После окончания девяти классов Кирово-Чепецкой средней школы № 8 поступил на учёбу в профессиональный лицей № 14 (ныне — Вятский автомобильно-промышленный техникум) по специальности автомеханика.
27 мая 1999 года Некрасов был призван на службу в Вооружённые Силы Российской Федерации Котельничским городским военным комиссариатом Кировской области. Получил военную специальность пулемётчика. Служил в 6-й роте 104-го гвардейского воздушно-десантного полка.
С началом Второй чеченской войны в составе своего подразделения гвардии рядовой Алексей Некрасов был направлен в Чеченскую Республику. Принимал активное участие в боевых операциях. С конца февраля 2000 года его рота дислоцировалась в районе населённого пункта Улус-Керт Шатойского района Чечни, на высоте под кодовым обозначение 776, расположенной около Аргунского ущелья. 29 февраля — 1 марта 2000 года десантники приняли здесь бой против многократно превосходящих сил сепаратистов — против всего 90 военнослужащих федеральных войск, по разным оценкам, действовало от 700 до 2500 боевиков, прорывавшихся из окружения после битвы за райцентр — город Шатой. Вместе со всеми своими товарищами он отражал ожесточённые атаки боевиков Хаттаба и Шамиля Басаева, не дав им прорвать занимаемые ротой рубежи. В том бою Некрасов погиб, как и 83 его сослуживца.
Похоронен на Новомакарьевском кладбище города Кирова.
Указом Президента Российской Федерации гвардии рядовой Алексей Анатольевич Некрасов посмертно был удостоен ордена Мужества.

## Память
- В честь Некрасова названа улица в городе Кирово-Чепецке.
- Имя Некрасова до своего преобразования в 2015 году носила Кирово-Чепецкая средняя школа № 8, в настоящее время данное образовательное учреждение носит наименование Муниципальное казённое общеобразовательное учреждение «Центр образования имени Алексея Некрасова»[4].
- На здании Центра образования установлена мемориальная доска в память о Некрасове[5].